# Michele Canzio

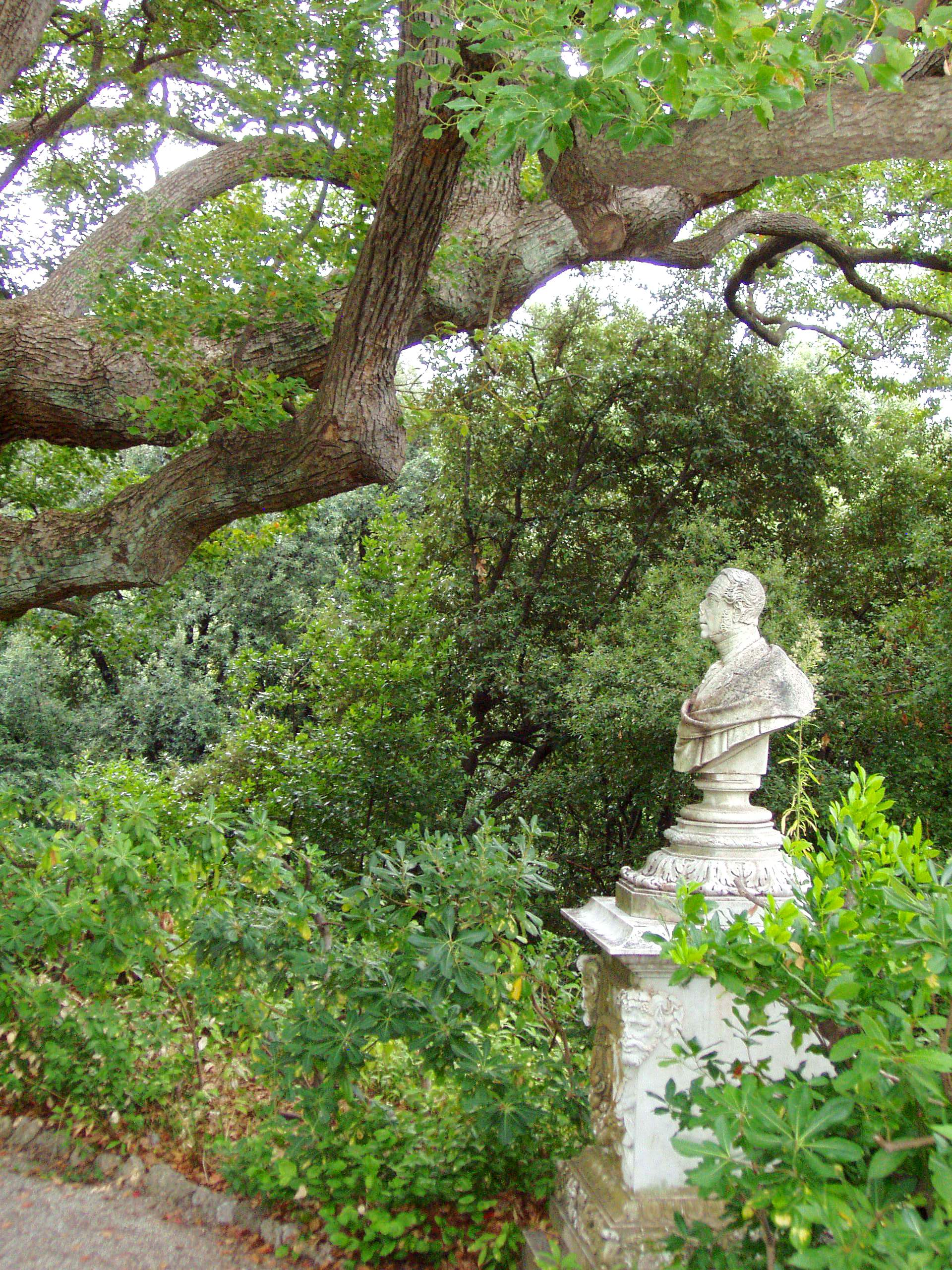
Busto di Michele Canzio nel parco della villa Durazzo-Pallavicini a Pegli

Michele Canzio (Genova, 1º ottobre 1787 – Castelletto Scazzoso, 2 settembre 1868) è stato un architetto, scenografo e pittore italiano, attivo a Genova nella prima metà dell'Ottocento.

## Biografia

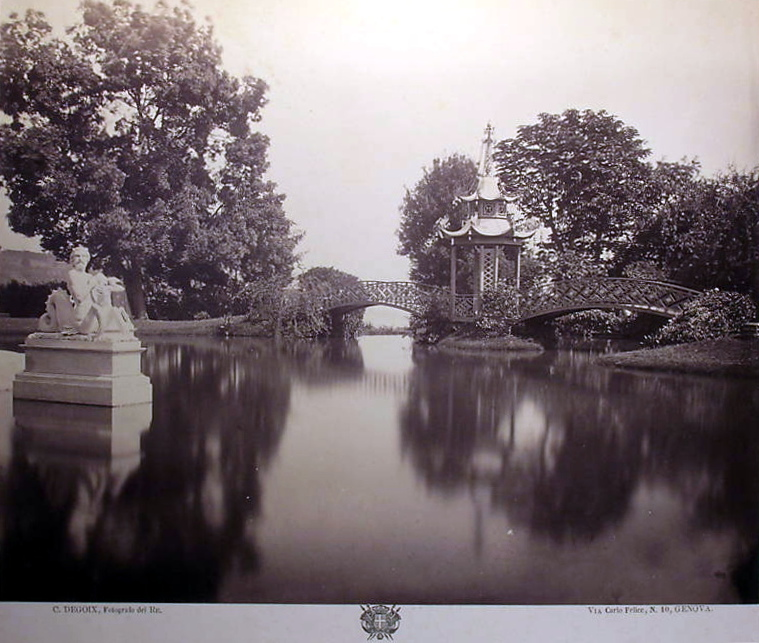
Immagine ottocentesca del parco della villa Durazzo-Pallavicini

Nato a Genova nel 1787 (secondo altre fonti nel 1788 o nel 1784), studiò presso l'Accademia ligustica di belle arti, di cui agli albori del XIX secolo fu uno degli studenti più brillanti e di cui divenne in seguito uno dei più giovani insegnanti di architettura, ornamento e intaglio.
Formatosi nel clima del rinnovamento neoclassico che caratterizzò i primi decenni dell'Ottocento, si distinse particolarmente per i suoi affreschi negli edifici di nuova costruzione sorti in quell'epoca, come i soffitti con motivi a chiaroscuro del teatro Carlo Felice, inaugurato nel 1828, andati distrutti nel bombardamenti della seconda guerra mondiale, e quelli nella volta dell'abside della chiesa di S. Sisto in via Prè.
Al contrario, benché apprezzati dai suoi contemporanei sono stati in seguito valutati negativamente dalla critica numerosi lavori di rifacimento in chiave neoclassica degli ambienti interni di antichi palazzi storici, eseguite in accordo a rigidi formulari accademici e senza riguardo per l'antico. Uno dei casi più significativi di questi rifacimenti fu nel 1842 la trasformazione di alcuni ambienti del primo e del secondo piano nobile del Palazzo Reale per adattare a residenza reale il seicentesco palazzo Stefano Balbi, una delle più importanti dimore patrizie genovesi.
Oltre che architetto e pittore il Canzio fu anche scenografo teatrale, ricoprendo l'incarico di direttore dell'allestimento scenico del teatro Carlo Felice dal 1828 al 1850; inoltre operò come scenografo presso il teatro di Sant'Agostino e per il teatro del Falcone, annesso al Palazzo Reale.
L'opera di Michele Canzio più nota al grande pubblico è la sistemazione del parco della villa Durazzo-Pallavicini di Pegli, in cui l'artista elaborò per il marchese Ignazio Alessandro Pallavicini un complesso percorso in chiave massonico-esoterica, realizzato tra il 1840 e il 1846. Considerato tra le più alte espressioni del giardino romantico ottocentesco, il percorso fu concepito come un'originale rappresentazione teatrale che attraverso un insieme articolato di scenografie disegna un percorso narrativo in tre atti, ricco di significati simbolici e allegorici, che si snoda lungo sentieri contornati da architetture neoclassiche, neogotiche o rustiche, palme, piante esotiche, lecci e allori, portando il visitatore a vivere emozioni diverse e contrastanti.
Tra le altre opere dell'artista si ricorda il progetto del monumento a Cristoforo Colombo in piazza Acquaverde. Voluto dal re Carlo Alberto il monumento fu realizzato da Pietro Freccia a partire dal 1846 e completato da Andrea Franzoni nel 1861; Michele Canzio realizzò personalmente alcuni particolari scolpiti nel basamento.
Il figlio Stefano (1837-1909) non seguì le orme del padre ma abbandonati gli studi classici entrò a far parte dell'esercito garibaldino e divenne genero dello stesso Garibaldi, avendone sposato nel 1861 la figlia Teresita.